# Soriguera
Soriguera község Spanyolországban, Lleida tartományban. Soriguera Baix Pallars, Llavorsí, Montferrer i Castellbò, Les Valls d’Aguilar, Sort és Rialp községekkel határos. Lakosainak száma 444 fő (2024).

## Népesség
A település népessége az utóbbi években az alábbiak szerint változott:
| Lakosok száma | 962  | 1152 | 1065 | 762  | 285  | 327  | 370  | 377  | 410  | 444  |
|               | 1717 | 1887 | 1936 | 1960 | 1986 | 2004 | 2009 | 2014 | 2019 | 2024 |